# Rogério de Beaumont
Rogério de Beaumont (c. 1015 – 29 de novembro de 1094), senhor feudal (seigneur), de Beaumont-le-Roger e de Pont-Audemer na Normandia, era um poderoso nobre normando e assessor próximo de Guilherme, o Conquistador.

## Origens

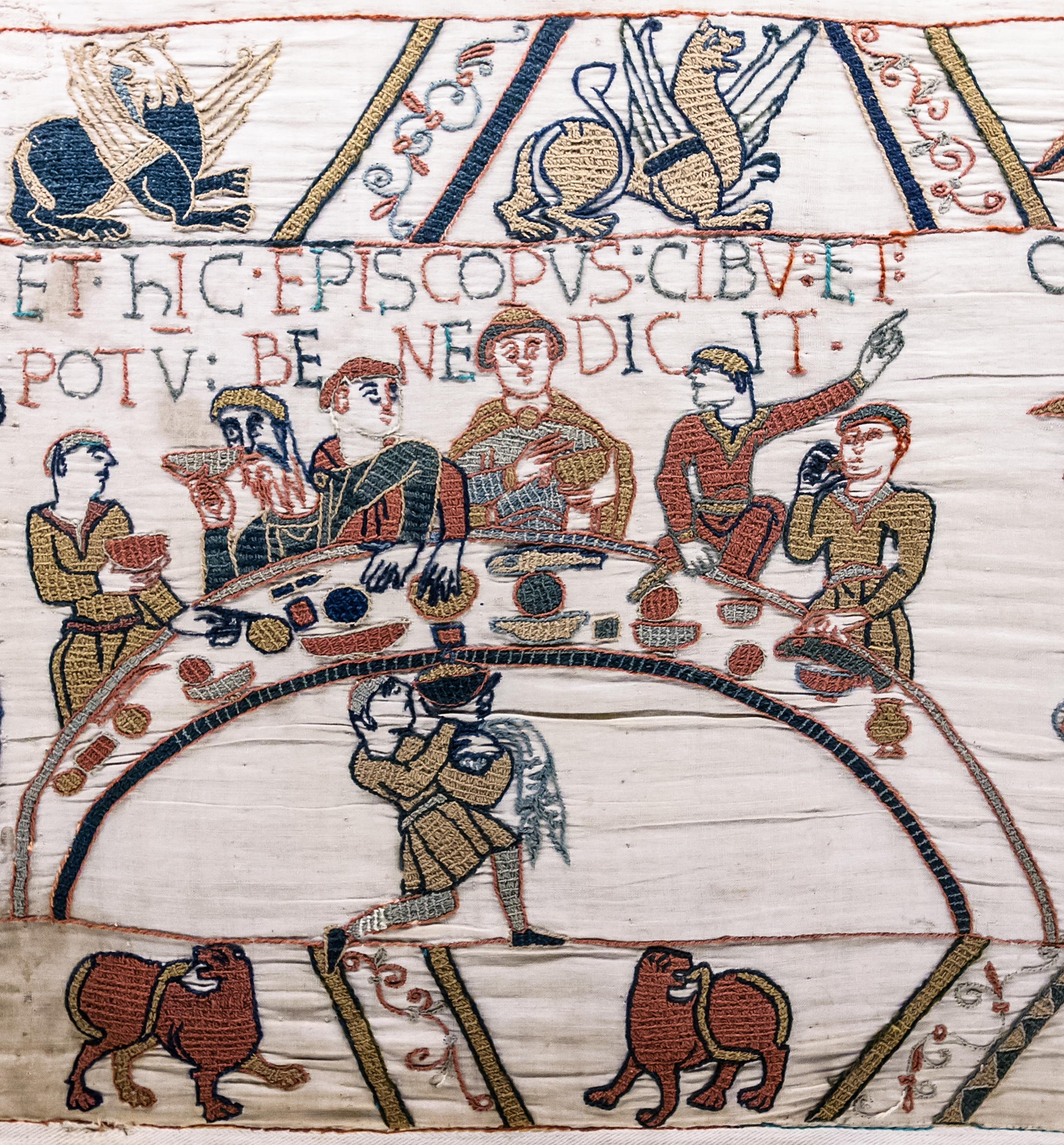
ET HIC EPISCOPUS CIBU(M) ET POTU(M) BENEDICIT ("E aqui o bispo abençoa a comida e bebida"; Tapeçaria de Bayeux). A festa em Hastings, após o qual foi ordenado a construção de um castelo, na sequência das quais a batalha aconteceu. Rogério de Beaumont é, possivelmente, descrito como a figura de barba, ver detalhes acima.

Era filho de Hunfredo de Vieilles (que era um sobrinho-neto da duquesa Gunora da Normandia) por sua esposa Albreda de la Haye Auberie. Era um primo de segundo grau, uma vez removido de Guilherme, o Conquistador. Seu senhorio feudal normando tinha seu caput e castelo em Beaumont-le-Roger, um assentamento situado no curso superior do rio Risle, na Normandia, cerca de 46 quilômetros a sudoeste de Ruão, capital do Ducado. Também foi o senhor feudal de Pont-Audemer, um assentamento construído em torno da primeira ponte para atravessar o Risle rio acima do seu estuário, compartilhado com o Rio Sena.

## Aparência física
Foi apelidado de La Barbe (latinizado Barbatus; isto é, "o Barbudo"), porque usava um bigode e barba, enquanto os normandos eram geralmente barbeados. Acredita-se que esta peculiaridade seja reconhecida no trigésimo segundo painel da tapeçaria de Bayeux, a onde é retratado sentado em uma festa perto de Hastings, bem antes da batalha, à direita do duque Guilherme, que por sua vez estava sentado à direita de seu irmão, o bispo Odo de Bayeux, que é mostrado abençoando a comida em uma festa.

## Carreira
Planché o descreveu como "o o seigneur mais nobre, mais rico, e mais valente da Normandia, e o maior e mais confiável amigo da família dinamarquesa (ou seja, normanda)". A explicação para sua posição exaltada parece ser que, como um primo mais velho que nunca havia se rebelado contra o jovem Duque, fazia parte do grupo de parentes nobres que Guilherme reuniu no governo da Normandia, além de lutar contra rebeliões e invasões frequentes. O historiador Frank McLynn observou que Guilherme se baseou fortemente em parentes do lado de sua mãe, ou seja, seus meio-irmãos Bispo Odo e Roberto, e cunhados, e nos parentes descendentes das irmãs da duquesa Gunora, uma vez que os seus parentes paternos tinham provado ser pouco confiáveis.
Wace, historiador do século XII, escreveu que: "Na época da invasão da Inglaterra, Rogério foi convocado para o grande concílio em Lilebona, por conta de sua sabedoria; mas ele não se juntou à expedição já que tinha uma idade muito avançada". Embora Rogério não poderia lutar, não hesitou em contribuir com uma grande parte dos custos, e forneceu à sua própria custa sessenta embarcações para o transporte de tropas através do Canal. Além disso, seu filho mais velho e herdeiro lutou bravamente em Hastings como observado em vários registros contemporâneos. Como resultado, filhos mais velhos de Rogério foram recompensados generosamente com terras na Inglaterra, e ambos eventualmente, foram feitos condes ingleses pelos filhos do conquistador. A declaração de Wace pode, portanto, pôr em dúvida a possibilidade de Rogério estar representado na tapeçaria de Bayeux banqueteando-se em Hastings. No entanto, é possível que ele atravessou o Canal para que pudesse continuar a agir como um membro valorizado pelo Conselho do Duque, talvez dando conselhos sobre táticas militares, ainda ficou bem atrás da linha de batalha na sede.
Morreu por volta de 1094 e foi enterrado em Les Préaux.

## Casamento e descendência
Casou-se por volta de 1048 ou mais cedo com Adelina de Meulan (c. 1014-1020 - 08 de abril de 1081), que foi enterrada na Abadia de Bec, filha do conde Valerano III de Meulan com Oda de Conteville, e irmã e herdeira de um conde de Meulan sem filhos. Meulan finalmente passou para o seu filho mais velho, que se tornou Conde de Meulan em 1081. Seus filhos sobreviventes foram:
- Roberto de Beaumont, 1º conde de Leicester, Conde de Meulan (c.1049-1118), o filho mais velho e herdeiro. Sucedeu seu pai na maior parte de suas terras, e foi um dos poucos Companheiros de Guilherme, o Conquistador comprovados que lutaram na batalha de Hastings em 1066.
- Henrique de Beaumont, 1º conde de Warwick (c. 1050-1119). Foi ofuscado por seu irmão mais velho, mas recebeu por seu pai um de seus senhorios menores na Normandia, o senhorio de Le Neubourg, cerca de 12 quilômetros a nordeste de Beaumont-le-Roger, do qual a própria família adotou o sobrenome anglicizado para "de Newburgh". Estabeleceu uma linha mais duradoura dos condes de Beaumont do que seu irmão mais velho, os Condes de Warwick sentado no castelo de Warwick.
- Guilherme de Beaumont (não mencionados na maioria das fontes).
- Alberée de Beaumont (falecido em 1112), abadessa de Eton.

## Na literatura
Aparece como um personagem menor (o senhor do herói secundário) no romance histórico de Georgette Heyer, The Conqueror. Sua família aparece pouco no livro, mas é feita referência a esposa e as filhas de Rogério e seu filho mais velho.